# Větrný mlýn v Ohrozimi
Větrný mlýn v Ohrozimi je zaniklý mlýn holandského typu, který stál u přírodní památky Ohrozim-Horka a vyvýšeniny Horka (354 m n. m.) na samotě Horka severozápadně od obce Ohrozim.

## Historie
Větrný mlýn na Horce začal mlít 27. března 1838. Posledním mlynářem v něm byl Josef Motal z Lešan, který zde mlel do roku 1889. V domě u mlýna zřídil hostinec, ve kterém pořádal taneční zábavy pro mládež.
Roku 1890 se perutě mlýna porouchaly. Pro nezájem o mletí odstranil mlynář lopatky a povětrník používal jako skladiště pro hospodářské nářadí a píci pro dobytek. V roce 1908 mlýn ještě stál, poté byl pomalu rozebírán, materiál používán na stavby v okolí a kolem roku 1922 zanikl.
Přilehlý dům je užíván k bydlení, z mlýna se na místě dochovaly pouze kruhové základy a mlýnský kámen.